# Ливы

Флаг ливов

Ли́вы (латыш. līvi или lībieši, лив. līvlizt, др.-рус. либь) — малочисленный прибалтийско-финский народ.
Предположительно прибыли в Прибалтику с восточного и северо-восточного направления. Ближайшие родственные ливам народы — современные эстонцы, с которыми ливы поддерживали хозяйственно-языковые связи до начала XX века, в особенности с рыбаками острова Сааремаа, и водь (проживающий сейчас в нескольких деревнях Ленинградской области). Как полноценная и довольно многочисленная этническая община ливы сохранялись до XII века, после чего началась их постепенная этноязыковая ассимиляция различными балтийскими племенами, на основе которых при непосредственном участии ливов сформировались современные латыши.
Исторически родной язык ливов — ливский, ныне почти не используется в живом общении, хотя продолжает изучаться энтузиастами в Латвии, а также на языковых факультетах вузов, особенно в Тартуском университете. По данным на 2010 год, в мире  насчитывалось около 10 человек, способных свободно общаться на ливском языке. В 2011 году владеющих ливским языком на уровне A1 и A2, по оптимистическим прогнозам, насчитывалось до 210 человек, на уровне B1 — 40 человек, половина из которых ливского происхождения.
В 2009 году в возрасте 88 лет умер Виктор Бертольд — последний лив в Латвии, для которого ливский был родным. В июне 2013 года в возрасте 103 лет в Канаде скончалась Гризельда Кристиня, последняя носительница ливского языка как родного.

## История

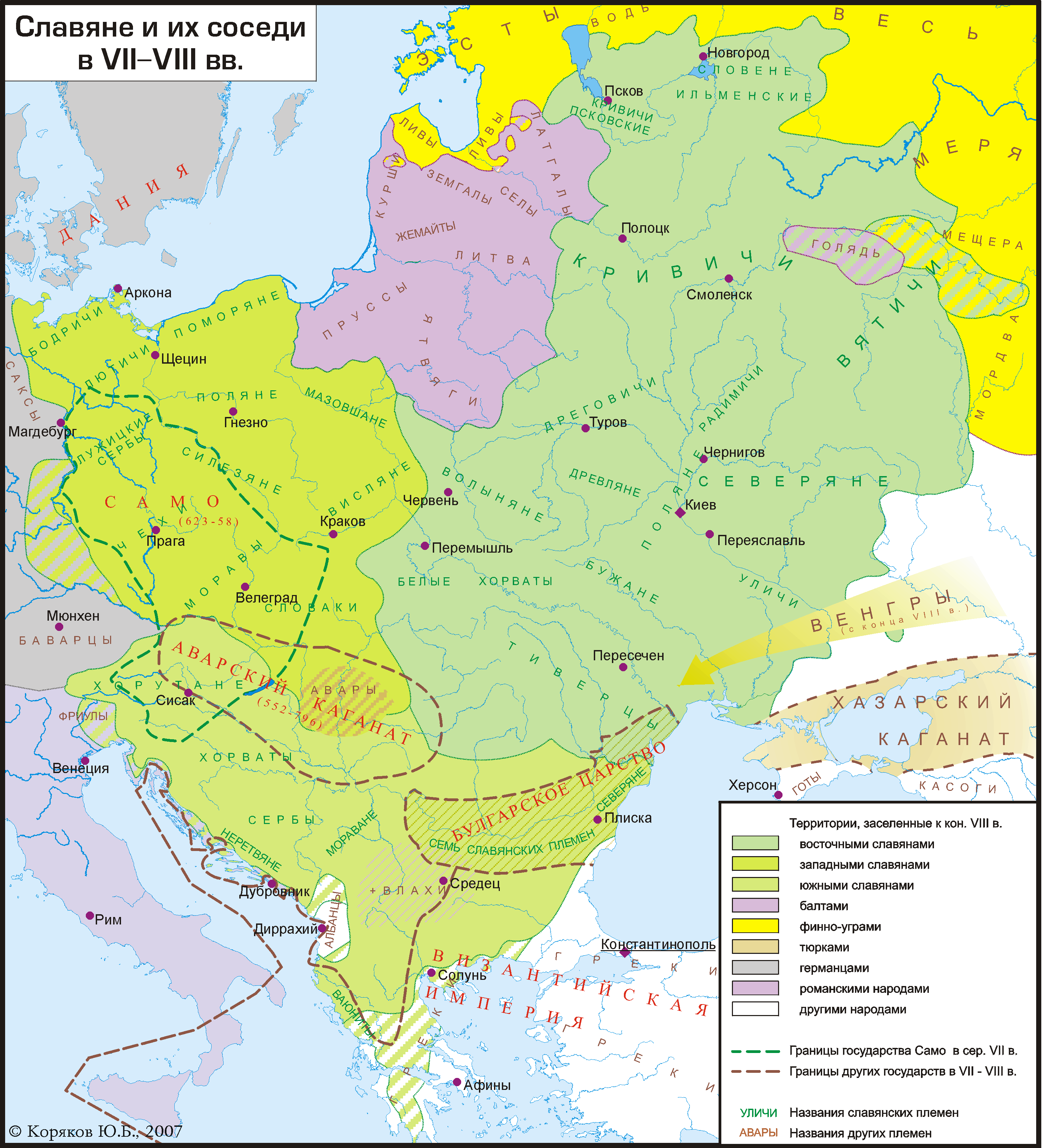
Карта расселения славян и их соседей на конец VIII века.

### Ранняя история
Мигрировавшие в Прибалтику финно-угорские племена, предки ливов, предположительно ассимилировали народы, проживавшие на этих землях задолго до прихода балто-славянских племён, начавших свои миграции с территории Померании около X века до нашей эры. Традиционно принято считать, что территория современной Прибалтики была заселена уже за 9 тысяч лет до нашей эры. Но об этническом происхождении, как и принадлежности этих племён к какой-либо языковой группе нет сколько-нибудь достоверных и неопровержимых данных, поскольку большинство балтийских и финно-угорских языков оставались бесписьменными до XVI века. Прибывшие с южных направлений в 2000—1500 годах до нашей эры балты, предки современных латышей и литовцев, начали длительный процесс оттеснения финно-угорских племён к северу современной Латвии и востоку современной Литвы.
О быте древних ливов мало известно; по мнению исследователей, основанному на аналогии с устройством эстов и куров, ливы жили под властью нескольких старшин; каждый старшина ведал свой округ, был предводителем на войне и судьёй. Должность эта переходила от отца к сыну. Большую роль играла аристократия, из семей которой брались обыкновенно заложники. Дань немцам состояла сначала из известного количества хлеба с каждой сохи, а потом из десятины, которая, впрочем, менялась вследствие восстаний; были ещё и чрезвычайные налоги. С половины XIII века немцы дали ливам своих судей и заставили отрабатывать барщину; право личной свободы и собственности на земли предков ливы сохраняли, однако, довольно долго. Их оружие состояло из меча, копья, дротика и щита; сражались пешком и верхом. В мирное время занимались земледелием, рыболовством, охотой, скотоводством и пчеловодством, а после прибытия немцев — и торговлей. Монетою очень долго были озеринги (по два на марку), а затем — марки.

### Документальные свидетельства
В Повести временных лет говорится, что ливы (либь) платили дань Руси. Более подробные данные сообщаются Генрихом Латвийским. По его словам, ливы платили дань полочанам в XII веке, но с конца этого века они начинают подпадать под влияние немцев. Первый немецкий миссионер Мейнард фон Зегеберг, получив разрешение полоцкого князя Владимира на проповедь среди ливов, начал в 1184 году строить первую церковь в ливском селении Икскюль.  В «Хронике Генриха Латвийского» об этом говорится: «Получив позволение, а вместе и дары от короля полоцкого, Владимира, которому ливы, ещё язычники, платили дань, названный священник смело приступил к божьему делу, начал проповедовать ливам и строить церковь в деревне Икесколе».
Мейнард предложил ливам построить там каменную крепость, для чего пригласил каменщиков с Готланда. Затем каменная крепость была возведена и в Гольме в обмен на обещание ливов креститься. Хотя строительство каменных крепостей произвело впечатление на ливов, сообщает Генрих Латвийский, после завершения строительства ливы изгнали немцев, а после того, как часть ливов все-таки приняла крещение, они «время от времени своё крещение смывали в Даугаве, и пытались стряхнуть власть немцев с себя».
С объявлением Ливонского крестового похода папой Целестином III в 1193 году началась католическая колонизация Прибалтики. Её целью было  не столько обращение язычников в католичество, сколько  их оттеснение от православия, которое к тому времени проникало в Ливонию с северо-востока.
Первыми под удар попали ливы, жившие вблизи устья Даугавы. Они храбро сопротивлялись колонизаторам: после поражения они обыкновенно давали обещание выплачивать дань, но по уходе немцев снова брались за оружие. Большие поселения ливов располагались на 20-30 км  выше  и далее от устья Даугавы, что позволяло им контролировать торговлю по реке. Традиционные селения состояли из врытых в землю срубовых изб с очагами и ямами для хранения продуктов.
Около 1195 года ливы Гольма отпали от христианства, хотя к тому времени внутри каменной крепости имелась церковь (ecclesia), а на острове—кладбище (cymiterium).
Когда на место умершего Мейнарда прибыл новый епископ Бертольд, он попытался установить контакт с ливами, однако те, приняв угощение и подарки, на освящении кладбища попытались нового епископа убить, утопить в Даугаве или сжечь в церкви, обвиняя его в корысти: «Бедность причина его прихода!» Бертольду удалось бежать в Германию, откуда он вернулся с войском крестоносцев и вновь обратился к ливам с вопросом, хотят ли они принять веру, на что получил отказ.
Последовала битва немецких крестоносцев с ливами, в которой Бертольд был убит, после чего его рыцари принудили даугавских ливов принять крещение. В частности, около 50 ливов приняли крещение в Гольме. Однако как только немцы покинули остров, ливы смыли с себя крещение с приговором: «…здесь мы крещеную воду вместе с верой христианской прогоняем по водам реки, освобождаясь от принятой веры, и отсылаем её вслед за уезжающими…». Они также решили убить всех чужаков, которые останутся в их землях.
С приходом в Ливонию нового епископа Альберта, который также безуспешно пытался взять ливский Гольм, немцы проявили себя как серьёзная военная сила.
В 1202 году крестоносцы основали свою крепость Рига в устье Даугавы.
К 1205 году значительная часть ливов была вынуждена креститься. Борьба из-за религии тянется ещё несколько лет: ливам удавалось привлечь на свою сторону леттов и полоцких князей. В 20-х годах XIII столетия ливы составляют уже вспомогательное войско немцев и ходят с ними против эстов, леттов и русских. После 1226 года, когда прекращаются сведения у Генриха Латвийского, встречается несколько упоминаний о ливах в Рифмованной хронике.
Начиная с конца XIII века о ливах имеются лишь весьма скудные и случайные указания. О степени распространения ливов имеются следующие данные: немцы застали их на Двине; под 1264 годом Рифмованная хроника упоминает о ливах в Митаве; в грамотах говорится о ливах, живших в 1289 году в Долене, в 1322 году — в Зегевольде, в 1349 году — в Кирхгольме, в 1359 году — опять в Долене; по словам Гильбера де-Ланноа, они жили по дороге из Либау в Ригу; между 1670—1676 годами, по Гиерну, — на Салисском берегу до Лемзаля; по Шлецеру и Дитмару — в Ней-Салисе и Альт-Салисе. Затем в этих местностях ливский язык довольно быстро исчезает.
О других, курляндских, ливах сведений ещё меньше. По грамотам 1264 года они жили при Дурбенском озере, в 1296 году — по обе стороны Ирувы (Ирбе); около 1650 года Эйнгорн упоминает их только «на Ангернском берегу»; по Шлецеру (XVIII век) они жили от реки Рои до виндавской границы.

### Проблема ассимиляции
Из-за географической особенности Курземского полуострова, балтийские племена достигли устья Западной Двины первыми и, таким образом, разделили ареал проживания финно-угров на две части: западный (Курляндия) и восточный (Лифляндия). Ассимиляция ливов резко ускорилась после покорения территории Латвии германскими рыцарями и раздела земель Курляндии и Лифляндии между немецкими баронами.
Немецкие землевладельцы не разбирались в этническом составе населения и в свою угоду перемещали целые сёла зависимых латышских крестьян из более густонаселённых леттоязычных южных районов ордена в менее населённые северные и западные ливоязычные приморские области, где прибывающим немецким колонистам требовалась рабочая сила. В результате ливы оказались почти полностью ассимилированы латышами. Последний лив в Лифляндии, Марцис Сарумс, умер в 1859 году.
Включение всей Прибалтики в состав Российской империи в конце XVIII века несколько притормозило этот процесс, поскольку ливы Курляндии оказались в одном государстве с более многочисленными эстами и установили с ними интенсивные хозяйственные контакты через Рижский залив (зимой — по льду). Полной ассимиляции избежали некоторые ливские поселения самой северной оконечности Курляндии (мыс Домеснес). Объяснялось это в первую очередь разницей в традиционном хозяйственном поведении двух народов: так, ливы занимались в первую очередь рыболовством, а латыши — сельским хозяйством и лесозаготовками.
В конце XIX и начале XX веков со строительством православных школ, школ мореплавания и православных храмов на Куршском берегу многие ливы стали обращаться в православие. В Колке до сих пор имеется действующий православный храм и старинное православное кладбище. В Колке также в середине XX века служил священник Иоанн (Гарклавс), хранитель Тихвинской иконы.
Распад Российской империи в 1917 году привёл к формированию новых независимых государств в Прибалтике, каждое из которых проводило политику построения национального государства. Оказавшись изолированными от основной массы эстонцев, ливы постепенно ассимилировались в языковом плане, хотя ливское самосознание сохраняют ряд жителей современной Латвии.
«Ассимилировав ливов, которые жили на берегу моря и вдоль Даугавы, мы также изменили свой язык и создали то, что называется латышским, — считает латвийский политик и языковед по основному образованию Кришьянис Кариньш. — Если вернуться в далекое прошлое, то могу сказать, что латышский язык — это литовский с большим ливским акцентом».

## Динамика численности
В IX—XII веках ливы населяли побережье Рижского залива и часть Курземского взморья, впоследствии ассимилированы куршами, латгалами и земгалами. По некоторым оценкам, к началу XIII века численность ливов составляла 40—60 тыс. человек. Общая же численность населения территории современной Латвии составляла тогда в среднем около 250—350 тыс. человек. В 1852 г. насчитывалось только 2324 лива. По переписи 1935 г. в Латвии жило 944 лива. В 1959 году 166 человек, в 1970 году — 70 человек (переписи). На 2016 год у 168 жителей Латвии национальность «лив» указана в данных Регистра жителей.
По данным Департамента гражданства и иммиграции в Латвии, в 1995 году ливов было 204. По данным 1997 года, латвийских ливов было 151, а в 2001—179. Некоторый подъём численности в самые последние[уточнить] годы можно объяснить энтузиазмом молодого поколения ливов, чьим первым языком является латышский, но которые в той или иной степени охвачены идеей национального возрождения. Данные по реальному числу лиц, ныне говорящих по-ливски, довольно противоречивы, однако, сводя воедино данные различных источников, можно утверждать, что лишь 35-40 из общего числа ливов могут с трудом изъясняться на ливском языке. Число же тех, для кого он является первым родным, придвинулось к предельно опасной черте: 15 человек в 1990 и в 1995 годах, 11 — в 1996, и 8 — в 1999 году (из них самый молодой родился в 1926 году, а средний возраст говорящих по-ливски — около 50 лет). По последним данным, в Латвии к 2009 году не осталось ни одного представителя с родным ливским языком.
К 2012 году осталась только одна женщина в Канаде, Гризельда Кристиня, для которой ливский язык был языком семьи, однако 2 июня 2013 года и она умерла в возрасте 103 лет.

### Динамика численности ливов
| Годы        | 1732 | 1852 | 1897 | 1935 | 1939 | 1959 | 1970 | 1979 | 1989 | 2001 | 2011 | 2021 |
| ----------- | ---- | ---- | ---- | ---- | ---- | ---- | ---- | ---- | ---- | ---- | ---- | ---- |
| Численность | ...  | 0    | ...  | 944  | ...  | 166  | 70   | ...  | 226  | 179  | 180  | 166  |

## Этнография

Традиционное занятие ливов — рыболовство

Традиционный промысел ливов

Традиционным занятием ливов, в отличие от балто-славянских племён, были рыбалка и охота. Существует информация, что прибрежные ливы занимались также и своеобразной формой пиратства. В районе Домеснеса ливы разводили костры, привлекая внимание торговых немецких и шведских судов, а затем грабили любопытных купцов и моряков, высадившихся на ливский берег или же застрявших на своих судах на песчаных мелях у Домеснеса. Неслучайно маяк, установленный российскими властями в 1875 году у Домеснеса получил название Колка (в переводе с ливского — «быстрая смерть», по другой версии в переводе с финского это означает «острый угол»). Неотъемлемой частью ливской культуры являются ливские песни, традиционно исполняемые у берега моря на родном ливском языке. Ливская культура оказала значительное влияние на латышскую; сравн., например, латышские песни дайны.

## Статус
В 1999 году правительство Латвии признало ливов одним из двух автохтонных народов Латвии, наряду с латышами.

## Ливский язык
Самоназвание — Rāndakēļ («прибрежный язык»), Līvõkēļ («язык ливов»), по-русски старое название «ливонский», нем. Livisch.
Ливский язык относится к южной ветви прибалтийско-финской группы финно-угорской языковой семьи, ближайшие родственные ему языки — эстонский, внутри которого ближе всего к ливскому языку находятся южные говоры, потомок южно-эстонского наречия — выруско-сетуский и водский языки. По мнению финских и эстонских исследователей, ливский язык одним из первых выделился из общего прибалтийско-финского языка-основы примерно в первые столетия нашей эры.

## Ливская культура
Ливская культура оказала значительное влияние на латышскую культуру, особенно это выражается в устном фольклоре.

Ули Кинкамяг (Улдрикис Капбергс), известен как «король ливов»

## Ливская литература
На ливском языке с 1931 года выпускается газета «Līvli», где печатаются ливские поэты и писатели, а также освещается ливская жизнь и культура. Издаются и разного рода учебные материалы по ливскому языку. Публикуются отдельные сборники произведений оставшихся носителей ливского языка, например Паулине Клявини, Альфонса Бертольда, Петера Дамберга или Карлиса Сталте.